# Holzfeld
Holzfeld is de zuidelijkste van de tien Ortsbezirken van de stad Boppard. Het dorp vormde vroeger een zelfstandige gemeente, maar maakt sinds 31 december 1975 deel uit van de gemeente Boppard.
De plaats is wegens de bosrijke omgeving een populair startpunt voor wandelingen. Verder kenmerkt het landschap rond Holzfeld zich door velden en boomgaarden. Het dorp ligt aan de recent aangelegde Rhein-Burgen-Wanderweg.

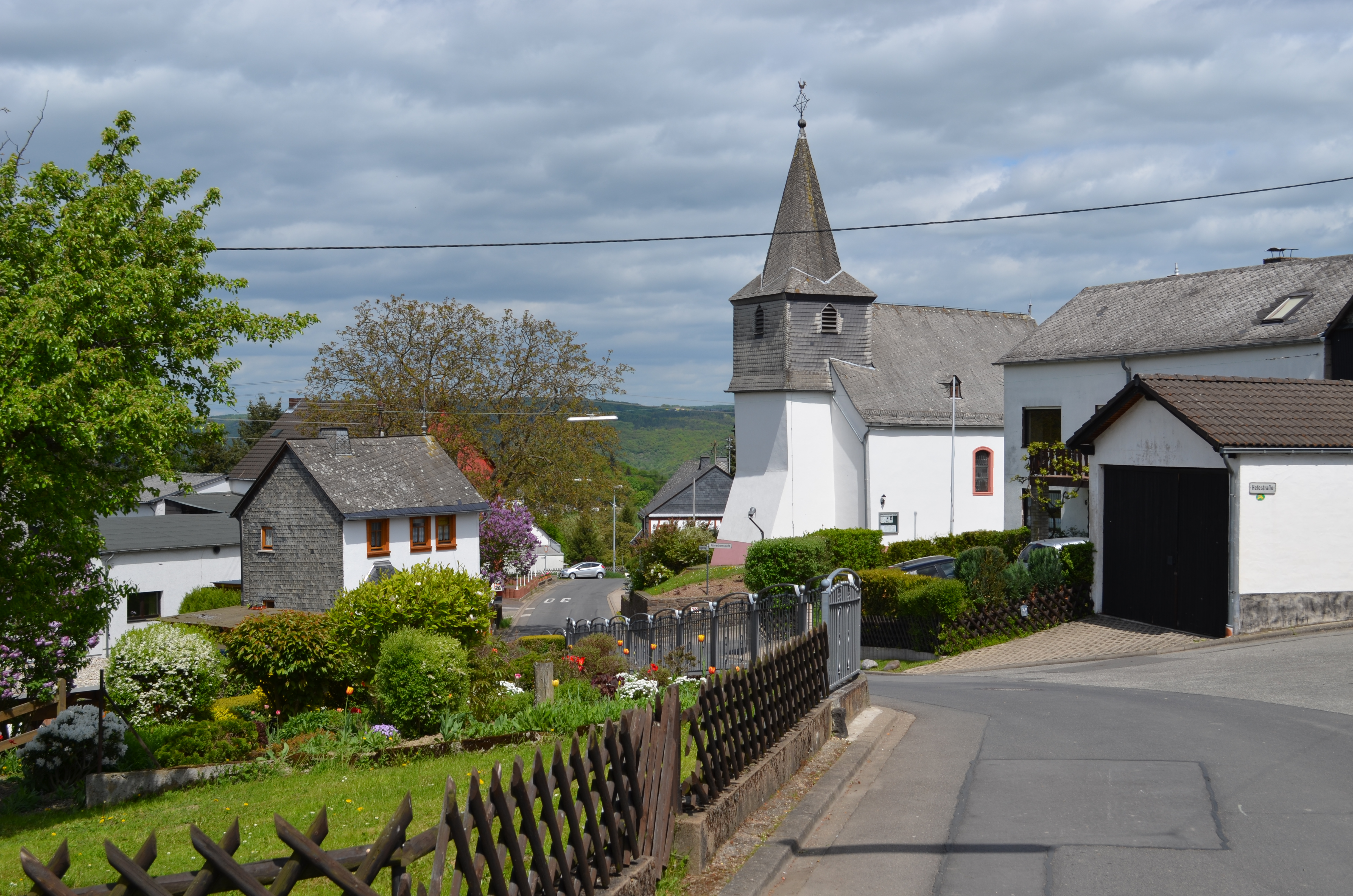
Holzfeld

Op een verhoging staat in het noordwestelijk deel van de dorpskern de protestantse kerk uit de 16e eeuw. De toren is middeleeuws. Vroeger was de kerk omgeven door een hoge muur. Het betreft een van de weinig bewaarde weerkerken in de omgeving. In de kerk bevindt zich onder andere een zeshoekig doopvont van basaltlava uit de voorgotische tijd.